# 迷幻躄鱼
迷幻躄鱼（学名：Histiophryne psychedelica），又名擬態薄躄魚，是一种黄褐色或桃红色的躄鱼，因其全身遍布迷幻般的粉色和白色条纹而得名。这种鱼生活在印度尼西亚安汶岛和巴厘岛附近的水域中。